# فرانك هندرسون
فرانك هندرسون (بالإنجليزية: Frank Henderson)‏ (1 أكتوبر 1900 بستوكبورت في المملكة المتحدة - 1 سبتمبر 1966 بمانشستر في المملكة المتحدة) هو لاعب كرة قدم بريطاني (وحمل سابقاً جنسية المملكة المتحدة لبريطانيا العظمى وأيرلندا) في مركز نصف الجناح. لعب مع ستوكبورت كونتي ونادي برينتفورد.